# Eileen Essell
Eileen Essell, pseudonimo di Eileen Joan Smith (Londra, 8 ottobre 1922 – Londra, 15 febbraio 2015), è stata un'attrice britannica.

## Biografia
Ballerina di fila e attrice teatrale sul finire degli anni quaranta, dopo il matrimonio con lo scrittore Gerard McLarnon da cui ha avuto un figlio, Fergus, ha abbandonato la carriera nel mondo dello spettacolo per dedicarsi alla famiglia e all'insegnamento della recitazione presso la Central School of Music and Drama and the City University. Solo dopo il decesso del marito, avvenuto nel 1997, ha interpretato il suo primo film all'età di ottant'anni, (Ali G Indahouse, 2002, di Mark Myold). In seguito, ha partecipato come attrice non protagonista a Duplex - Un appartamento per tre, (2003), di Danny DeVito, dove è la signora Connelly.

## Filmografia

### Cinema
- Ali G Indahouse, regia di Mark Mylod (2002)
- Duplex - Un appartamento per tre (Duplex), regia di Danny DeVito (2003)
- Neverland - Un sogno per la vita (Finding Neverland), regia di Marc Forster (2004)
- La fabbrica di cioccolato (Charlie and the Chocolate Factory), regia di Tim Burton (2005)
- The Producers - Una gaia commedia neonazista (The Producers), regia di Susan Stroman (2005)

### Televisione
- Law & Order: UK - serie TV, 2 episodi (2010)

## Doppiatrici italiane
- Alina Moradei in Duplex - Un appartamento per tre, Neverland - Un sogno per la vita
- Graziella Polesinanti in La fabbrica di cioccolato, Law & Order: UK
- Valeria Valeri in The Producers - Una gaia commedia neonazista